# 张邦奇
张邦奇（1484年—1544年），字常甫，号甬川、兀涯，浙江鄞县人。明朝政治人物、學者。与张时彻为叔侄亲戚，又同为南京兵部尚书，故二人有“叔侄尚书”之谓。
为学以程朱理学为宗，以涵养为事；与王守仁多有往来，为好友，但思想多有不合。

## 生平
弘治十四年（1501年），張邦奇中式辛酉科浙江鄉試第十四名舉人，弘治十八年（1505年），登乙丑科进士，由庶吉士授检讨，参与《明孝宗实录》的编写修订。以双亲年老求便，出为湖广提学副使。
正德十年（1515年），任湖广提学副使，任上修缮了明山书院、岳麓书院、崇正书院。之后，历职有四川提学、福建提学、右庶子兼翰林院侍讲。
明世宗时，历职南京国子监祭酒、南京吏部侍郎。因丁外艰归家。明世宗曾经与母亲蒋太后拜谒天寿山的皇陵。谈到择相时，蒋太后说：“先皇尝言提学张邦奇器识，他日可为宰相，其人安在？”明世宗醒悟道：“尚未用也。”
张邦奇服阕后，任吏部右侍郎，并代理尚书职。明世宗欲授张邦奇为吏部尚书，被大学士李时、郭勋二人所阻。嘉靖十六年，执掌翰林院事。嘉靖十七年，任会试主考官，《玉牒》纂修官。嘉靖十八年，任太子宾客，充日讲官。后进礼部尚书，以母亲年迈改任南京吏部尚书，后改任南京兵部尚书。明世宗曾想将他召北京。严嵩答：“邦奇性至孝，母老，不乐北来。”，世宗信之，此事作罢。
嘉靖二十三年，张邦奇逝世。

## 身后
追赠太子太保，谥文定。

## 遗迹
- 明赠太子太保谥文定南京兵部尚书张邦奇墓

## 著作
- 《释国语》
- 《大学传》
- 《中庸传》
- 《甬川史说》
- 《学庸传》
- 《五经说》（易说》、《诗说》、《书说》、《春秋说》）
- 《兀涯西汉书议》
- 《环碧堂集》
- 《纾玉楼集》
- 《四友亭集》

## 家族
曾祖张纯。祖父张忱。父张时徹，字日新，號洞雲，初以子贵封翰林院检讨，进封通议大夫南京吏部右侍郎，年七十有二，嘉靖十年（1531年）辛卯二月甲申以疾卒，賜祭葬。配沈氏，封孺人，进封淑人，生二子：长子张邦彦，早卒；次子张邦奇。侧室董氏生邦韶、邦礼。

## 延伸閱讀
[在维基数据编辑]
 《國朝獻徵錄·卷之四十二》，出自焦竑《國朝獻徵錄》
 《四明人鑑·明兵部尚書文定張公邦奇》，出自《四明人鑑》
 《明史卷二百〇一》，出自《明史》
 在维基共享资源阅览影像